# Melloina gracilis
Melloina gracilis is een spinnensoort uit de familie Paratropididae. De soort komt voor in Venezuela.